# ZIS-5
O ZIS-5 (em russo:  ЗИС-5) foi um caminhão soviético 4x2 produzido pela fábrica ZIS de Moscou de 1932 a 1948 (o primeiro foi fabricado no final de 1930).

## Desenvolvimento
Em 1931, a fábrica de caminhões de Moscou Avtomobilnoe Moskovskoe Obshchestvo (AMO, Автомобильное Московское Общество (АМО) — Empresa Automotiva de Moscou) foi reequipada e expandida com a ajuda da americana A.J. Brandt Co., e começou a produzir um novo caminhão com a designação de AMO-2. O AMO-2 foi concebido como um substituto do anterior AMO-F-15, o primeiro caminhão soviético já construído (era uma cópia do italiano Fiat F-15).
No entanto, estava claro que o AMO F-15 estava ficando desatualizado, então eles começaram a produzir os novos caminhões AMO-2 e AMO-3, que eram baseados nos caminhões Autocar SD, após um acordo de licença com a Autocar Company. Em 1933, a AMO foi reconstruída novamente e renomeada como Fábrica Nº 2 Zavod Imeni Stalina (ou Fábrica de Stalin, abreviado para ZIS ou ZiS) e, no verão, os caminhões AMO-2 e AMO-3 foram modernizados e renomeados como caminhões ZIS-5.

## Produção

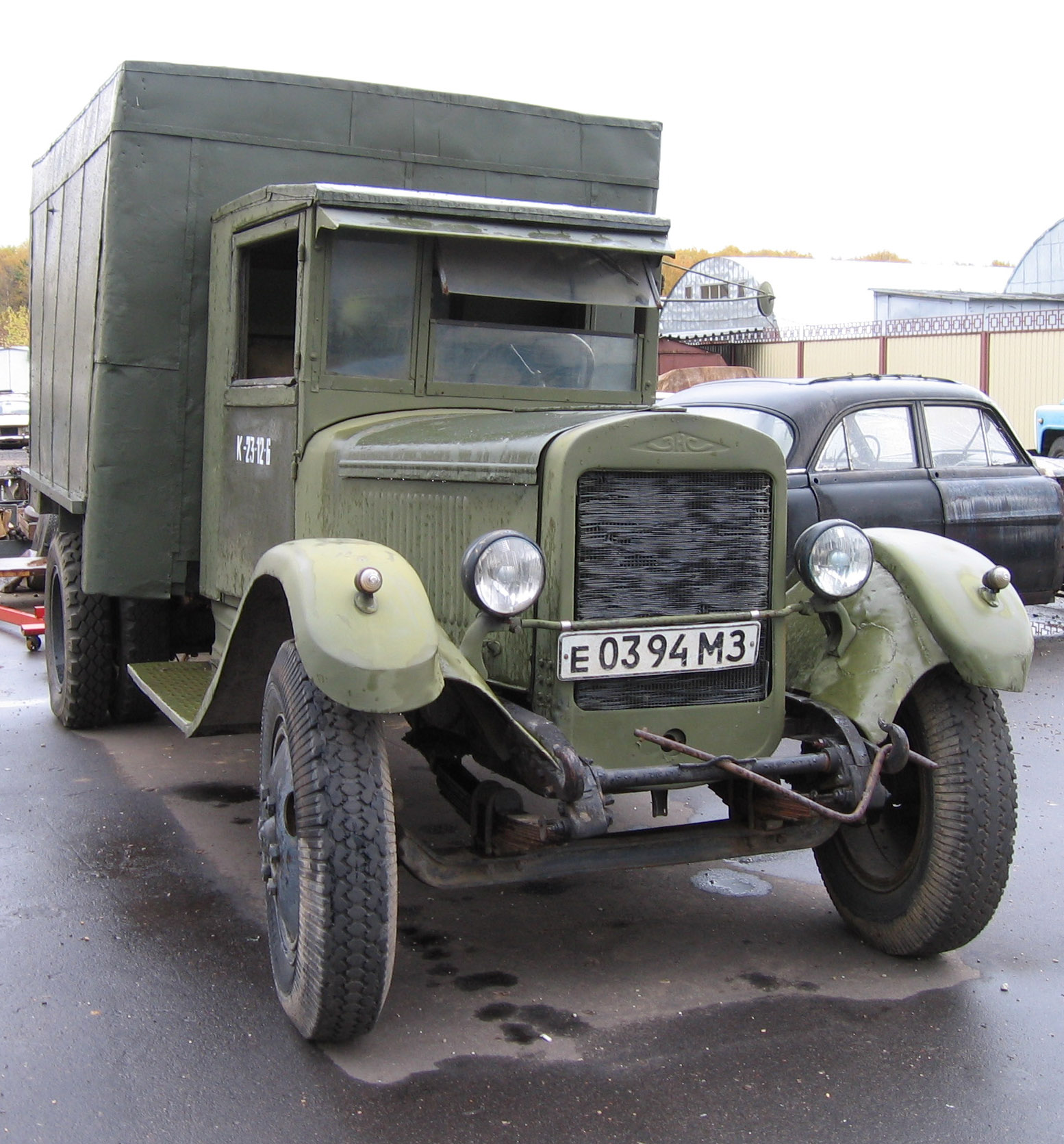
Um ZIS-5 usado para transportar pão.

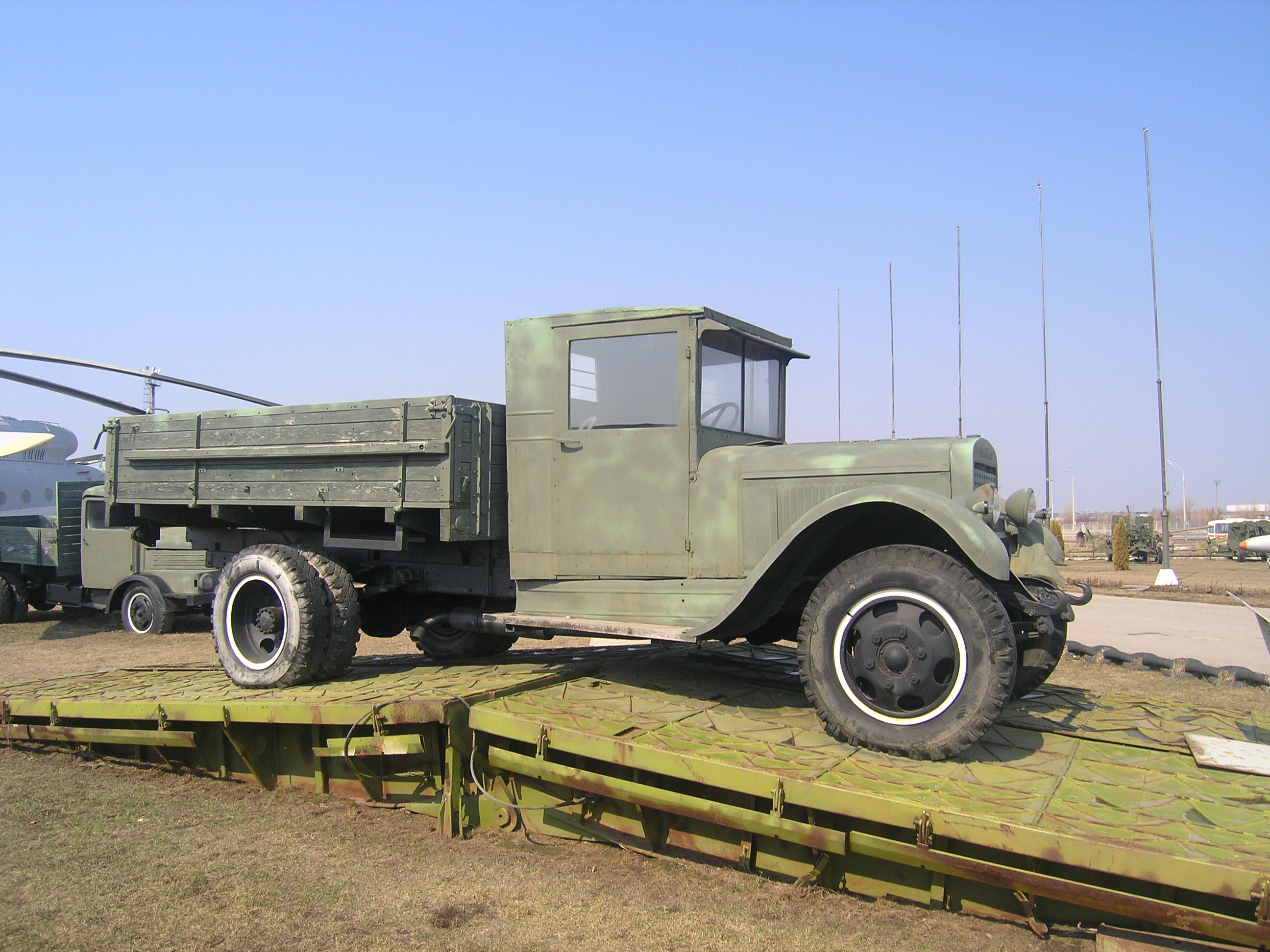
ZIS-5 no Museu Técnico de Togliatti

A produção em série do novo caminhão começou em 1º de outubro de 1933. O caminhão foi um sucesso instantâneo e, junto com o GAZ-AA, tornou-se o principal caminhão soviético das décadas de 1930 a 1950. Ele também evoluiu para o burro de carga das Forças Armadas Soviéticas: no início da Operação Barbarossa, o Exército Vermelho conseguiu alinhar 104.200 desses caminhões.
Diante da invasão alemã, no outono de 1941, a linha de produção na fábrica de Moscou foi interrompida e transferida para Ulianovsk (no Volga) e para Miass (na região de Tcheliabinsk, nos Urais). A produção na Ulyanovsk UAZZIS durou de fevereiro de 1942 a 1944. A UralZIS em Ulyanovsk instalou radiadores com sua própria marca e a produção lá durou de julho de 1944 a 1955, bem depois da guerra.
Enquanto isso, a fábrica ZIS de Moscou reiniciou a produção desses caminhões em abril de 1942 e continuou até 1948, quando o novo ZIS-50 (ZIS-5 com um novo motor) apareceu.
Em 1955, a UralZIS também modificou o ZIS-5: ele ganhou um novo motor e para-lamas ovais, diferentes dos de antes da guerra. Este novo modelo recebeu a designação de UralZIS-355 ou ZIS-355.

## O ZIS-5V

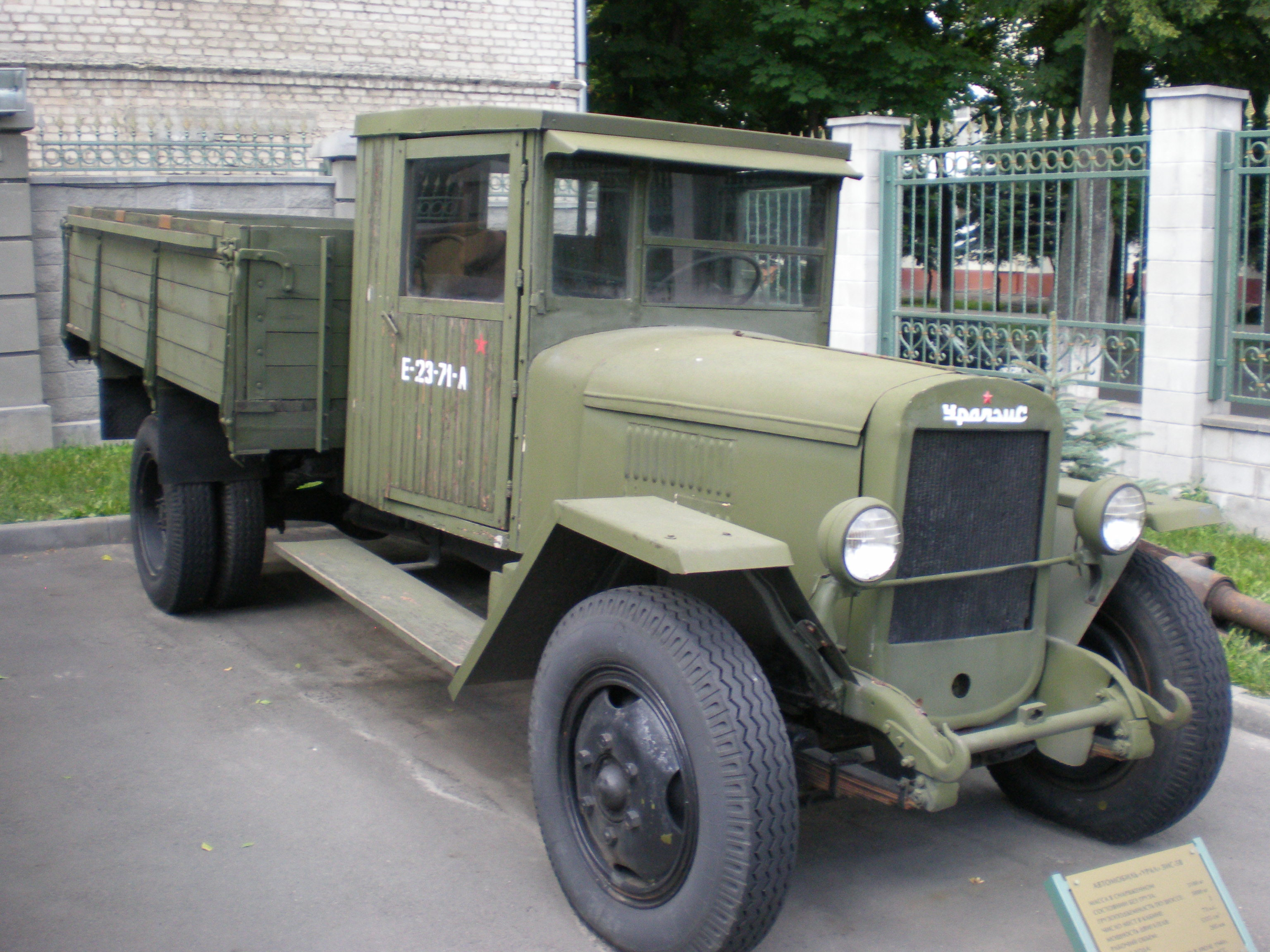
ZIS-5V

No final da guerra de 1941, a escassez de matérias-primas forçou mudanças na construção do ZIS-5. Todas as mudanças foram focadas em simplificar a fabricação e usar menos matérias-primas: os para-lamas redondos e estampados foram substituídos por planos e dobrados, as cabines e estribos agora eram feitos de madeira, os freios foram removidos das rodas dianteiras e a carroceria traseira tinha apenas a porta traseira oscilante. Às vezes, o farol direito também era removido, enquanto os para-choques eram omitidos dessas versões.
O modelo simplificado, designado ZIS-5V, foi produzido a partir de maio de 1942 em Ulianovsk e, mais tarde, também em Moscou e Miass. A produção geral totalizou cerca de 1 milhão de unidades (todas as fábricas), com a ZIS sozinha produzindo 532.311 exemplares. Durante os anos de guerra, cerca de 83.000 ZIS-5 de ambas as versões foram produzidos.

## Utilização
Durante a guerra, o ZIS-5 foi usado em todas as frentes, onde foi muito apreciado por sua construção notavelmente simples e confiável. Além das tarefas de carga, o ZIS-5 foi usado como um trator de artilharia leve e para transporte de tropas (25 soldados podiam sentar-se em cinco bancos colocados na carroceria traseira). O ZIS-5 serviu também como base para muitos caminhões especiais, como reabastecedores, oficinas de campo, ambulâncias, artilharias e plataformas antiaéreas.
Depois do GAZ-AA, o ZIS-5 foi o segundo caminhão mais usado do Exército Vermelho no período de 1933-1943. O crescimento intensivo dos caminhões Lend Lease enviados em 1943-1944 não afetou o uso de primeira linha do "Tryohtonka" (como os soldados chamavam o ZIS-5 por sua carga útil de 3 toneladas), enquanto o GAZ-AA foi um pouco eliminado para funções secundárias.
O ZIS-5 demonstrou um serviço notável na "Estrada da Vida", a única linha de suprimentos para a cidade sitiada de Leningrado, aberta na superfície congelada do Lago Ladoga nos meses de inverno durante 1941–1944. Este caminhão tem o apelido de Zakhar (Захар, "за характер", no personagem).

## Exportação
O ZIS-5 foi o primeiro veículo motorizado soviético a ser exportado. Com mais de 1 milhão de caminhões ZIS-5 produzidos no total, a URSS teve ampla oportunidade de oferecê-lo para venda no exterior.
Um lote de 100 caminhões foi vendido para a Turquia em 1934; outras quantidades foram posteriormente compradas pelo Afeganistão, Iraque, Irã, Espanha, China, Letônia, Lituânia, Estônia, Mongólia e Romênia.
Alguns veículos troféus foram usados por finlandeses que os capturaram durante a Guerra de Inverno de 1939-40, e por alemães após a invasão da União Soviética em junho de 1941 até a rendição da Alemanha em 1945.

## Variantes

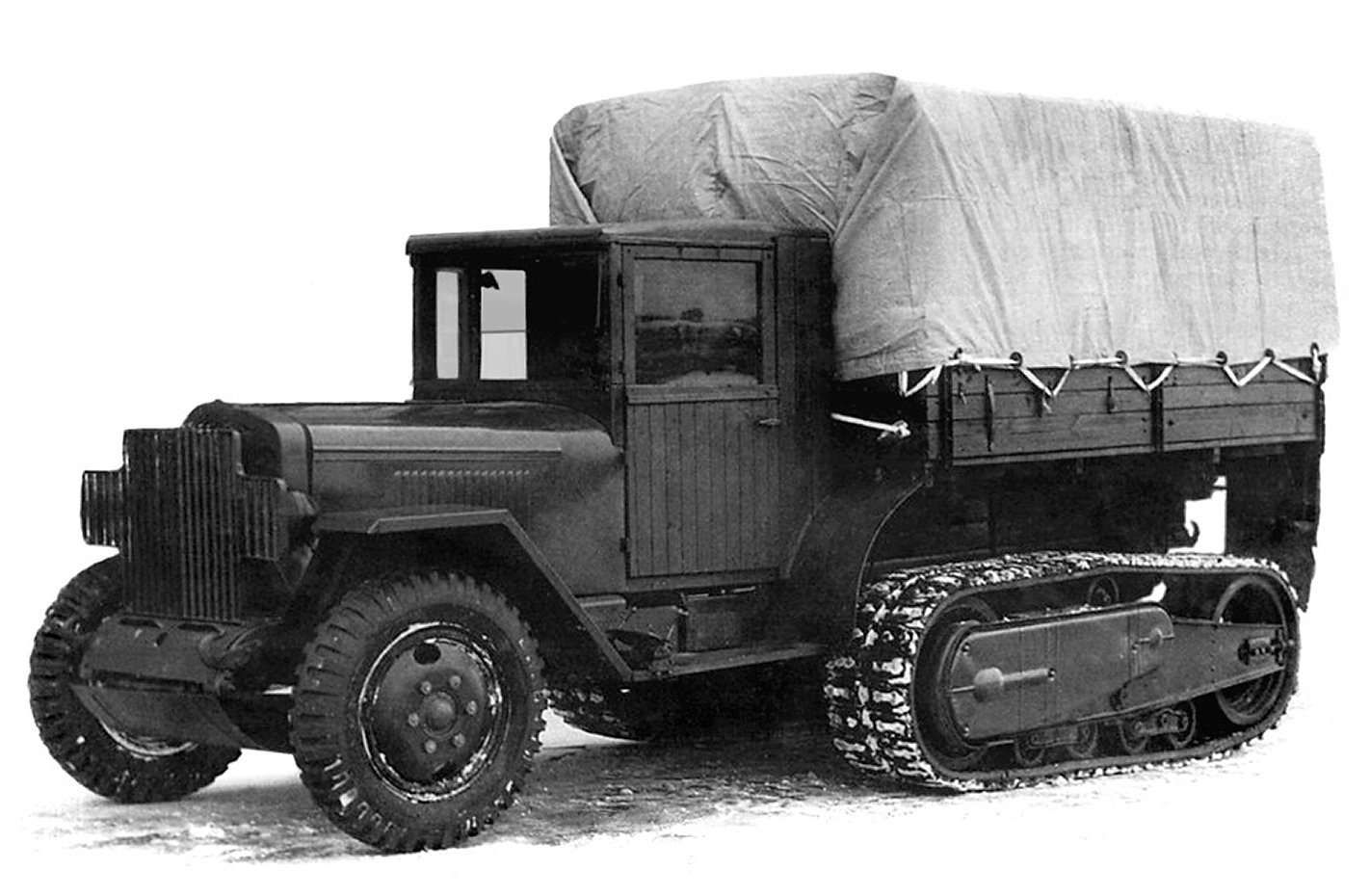
ZIS-42M

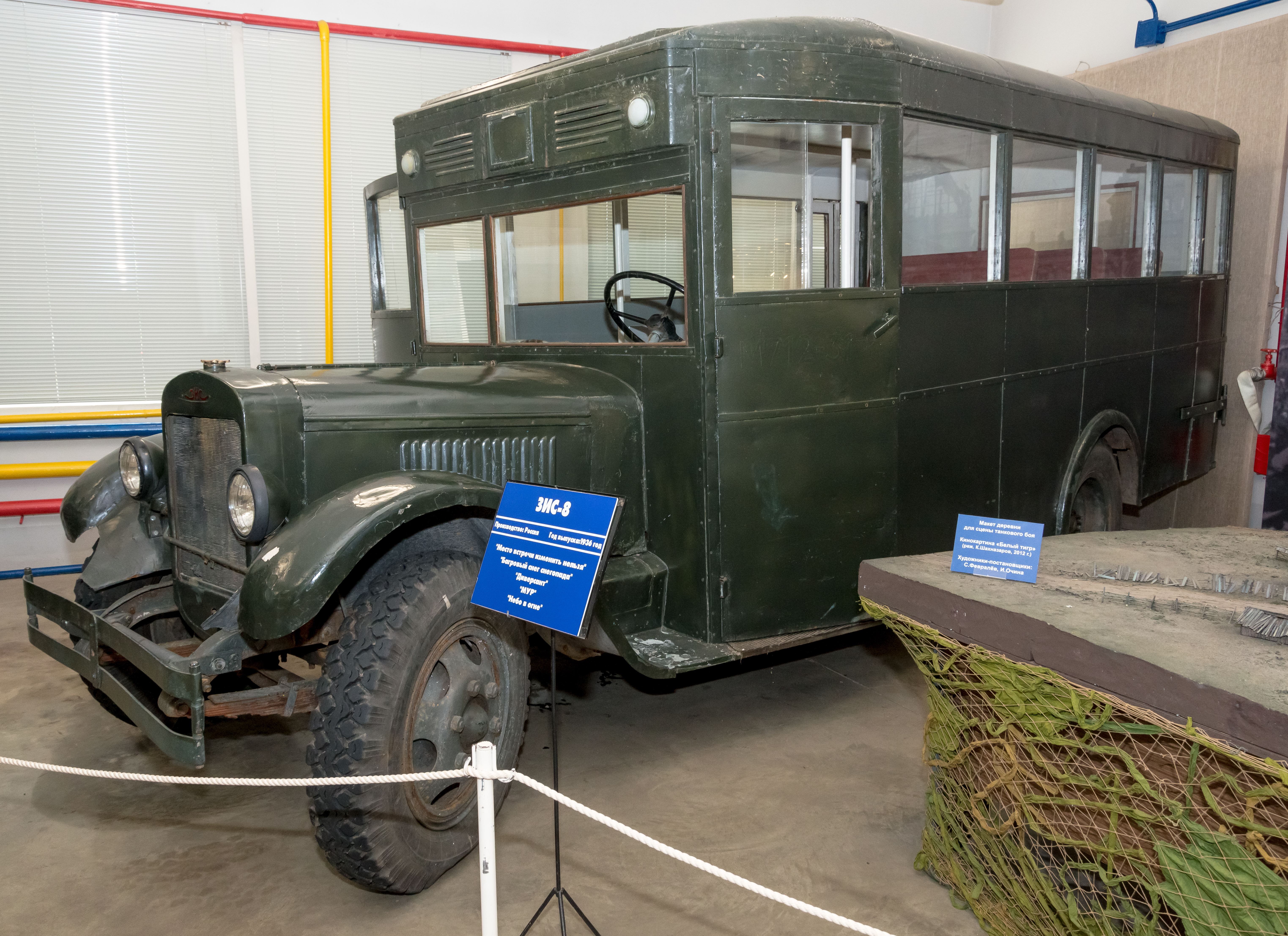
ZIS-8 "Ferdinand" usado no filme Mesto vstrechi izmenit nelzya

- ZIS-5: Versão de produção padrão. Produzido de 1934 a 1941 e de 1942 a 1947.
- ZIS-5E: Versão modernizada de 3 toneladas do ZIS-5, protótipo do ZIS-15.
- ZIS-5V: Versão simplificada. Produzido em 1942–1947.
- ZIS-6: Versão de três eixos. Produzido de 1934 a 1941.
- ZIS-8: Versão de ônibus baseada no ZIS-11. Produzido de 1934 a 1938.
- ZIS-10: Versão de unidade tratora. Produzido 1938–1941.
- ZIS-11: Versão com distância entre eixos longa (para veículos de combate a incêndio). Produzido de 1934 a 1936.
- ZIS-12: Versão com distância entre eixos longa (para propósito especial). Produzido de 1934 a 1938.
  - ZIS-12 (94-KM): Variante com dois canhões automáticos de 25 mm para tarefas antiaéreas, com algumas centenas produzidas entre 1944 e 1945.
- ZIS-13: Versão geradora de gás, baseada no ZIS-14. Produzido de 1936 a 1939.
- ZIS-14: Versão com distância entre eixos longa (para propósito especial). Produzido em 1934.
- ZIS-15: Protótipo substituto do ZIS-5. Produzido em 1937.
- ZIS-16: Versão de ônibus. Produzido em 1938–1941.
  - ZIS-16C: Versão ambulância baseada no ZIS-16. Produzido em 1939–1941.
- ZIS-17: Versão protótipo de ônibus baseada no ZIS-15. Produzido em 1939.
- ZIS-18: Versão produtora de gás (semelhante ao ZIS-13, exceto baseado no ZIS-5).
- ZIS-19: Versão de caminhão basculante. Produzido de 1939 a 1946.
- ZIS-20: Versão protótipo de caminhão basculante.
- ZIS-21: Versão geradora de gás (com unidade de gás de madeira NATI-G14). Produzido em 1939–1941.
- ZIS-22: Versão semilagarta. Produzido em 1940–1941.
  - ZIS-22M Melhoria do protótipo do ZIS-22. Produzido em 1941.
- ZIS-23: Versão de três eixos do ZIS-15.
- ZIS-24: Versão com tração nas quatro rodas do ZIS-15.
- ZIS-25: Versão geradora de gás do ZIS-15.
- ZIS-26: Versão de unidade tratora do ZIS-15.
- ZIS-28: Banco de testes de motor baseado no ZIS-15.
- ZIS-30: Versão de gás comprimido. Produzido em 1940–1941.
- ZIS-31: Versão geradora de gás (semelhante ao ZIS-21, exceto com unidade de carvão NATI-G23).
- ZIS-32: Versão com tração nas quatro rodas. Produzido em 1941.
- ZIS-33: Versão semilagarta. Produzido em 1940.
- ZIS-34: Versão 6x4. Produzido em 1940–1941.
- ZIS-35: Versão modernizada do ZIS-33.
- ZIS-36: Versão protótipo 6x6. Produzido em 1941.
- ZIS-41: Versão produtora de gás. Produzido em 1940–1944.
- ZIS-42: Versão semilagarta. Produzido de 1942 a 1944.
  - ZIS-42M: ZIS-42 modernizado.
  - ZIS-43: Versão armada do ZIS-42, ostentando um canhão automático antiaéreo 61-k de 37 mm.
- ZIS-44: Versão ambulância baseada no ZIS-5V.
- ZIS-50: ZIS-5 com motor do ZIS-150. Produzido em 1947–1948.
- ZIS-S1: Versão de caminhão basculante. Produzido de 1947 a 1949.
- LET: Veículo elétrico experimental, baseado no ZIS-5. Produzido em 1935.
- ZIS-LTA: Protótipo de caminhão madeireiro semilagarta, baseado no ZIS-5. Produzido em 1949.

## Especificação
- Caminhão de carga 4x2, 2 eixos e 3 toneladas
- Produção total: cerca de 1 milhão
- Motor: carburador, 73 cv(*)/2300rpm 6 cilindros SV, 5557 cc, refrigerado a água, torque de 250 nm (de janeiro de 1944 - 76 cv/2400rpm, do início dos anos 1950 - 85 cv)
- Diâmetro/Curso: 101,6/114,3 mm
- Comprimento: 6.060 mm (com para-choque)
- Altura: 2.160 mm
- Largura: 2.235 mm
- Distância entre eixos: 3.810 mm
- Transmissão: sincronizadores não sincronizados de 4 velocidades, caixa de transferência de 2 faixas
- Peso: 3.100 kg (descarregado)
- Velocidade máxima: 60 km/h (do início da década de 1950 - 70 km/h)
- Pneus: 34x7 ou 9,00x20 (pós-guerra) polegadas, alteração admissível para 36x8.
- Consumo de combustível: 2,9 km/L

(*) Pessoas que investigaram o ZIS-5 afirmam que a potência real do motor era menor do que a declarada nos documentos oficiais e igual a 67-68 cv (a potência nominal não é a mesma que a potência do freio).